# FOOTNOTE
『FOOTNOTE』（フットノート）は、2023年4月2日（1日深夜）から同年6月25日（24日深夜）までJ-WAVEで放送されていたラジオ番組。

## 概要
ラッパーの Skaai（スカイ）がナビゲーターを務めていた土曜深夜のトーク番組で、毎週日曜 0:00 - 1:00 = 土曜 24:00 - 25:00（日本標準時）に放送。
番組は、Skaai がヒップホップのカルチャーやシーンについて語る模様を放送。ゲストを招く回では、Skaai が彼らと談義する模様を放送していた。番組ハッシュタグは「#fn813」。
ポッドキャスト配信版では、ラジオ放送で流れたトークの一部のみを配信する形となっていた。